# 死の商人
死の商人（しのしょうにん、英語: merchant of death）とは、戦争を利潤獲得の手段として兵器などの軍需品を生産・販売して巨利を得る人物や組織への批判的な呼称、または営利目的で兵器を販売し富を築いた人物や組織への批判的な呼称。戦争挑発の一翼を担う。

## 概要
いくつかの辞書においては、中世欧州において敵対する勢力の両方に武器を売り、利潤のみを求めた武器商人らの姿勢からこのような呼称が生まれたとされている。
19世紀から冷戦時代にかけては、武器の生産や販売元はアメリカ合衆国やソ連、フランスなどの国が中心で、冷戦時代においてもこれらの国の政府や企業が直接当事者・当事国に販売するケースが多かった。しかし、冷戦後は、これらの国や企業が様々な理由から当事者・当事国に直接武器を売ることが出来ないことがあり、その場合、武器商人（=「死の商人」）を経由して間接的に売ることが多いといわれる。これらの理由から、近年では豊富な資金源を持つ個人が武器商人の中心になってきている。
合法か違法か、友国か敵国かを問わず、紛争当事国やテロリスト、第三諸国（アフリカ、中東諸国）に武器を売っており、それが少年兵や犯罪者に手軽に銃が渡るので非常に問題ではあるが、死の商人たちは各国の政府首脳や諜報機関と深い関係を持っているために、これらの武器売買の行為を暴くことは、自国の暗部の行為を暴くことになるのであまり摘発されない。
当然のことながら、この類の職業は戦争が起きれば利益が増える。

## 英語
「merchants of death」という語は、1934年に発表されたH. C. EngelbrechtとF. C. Hanighenの調査報道書のタイトル『Merchants of Death』による。1930年代の米国で、第一次世界大戦で巨利を得た軍需産業と銀行を蔑むために使われた。この語は反戦運動を行う人々の間で盛んに使われ、1936年の上院公聴会でナイ委員会によって広く使われることとなった。この「Merchants of Death」は、たばこ産業や医薬品産業への批判にも使われることがある。

## 戦争と武器商人が販売した兵器の解説
第一次世界大戦
過去最大規模の戦死者を生み出した第一次世界大戦では、それまでの戦病死が戦没の多くを占めていた戦争と様相が異なり、戦闘時の戦死者が約2⁄3に達した。産業革命がもたらした鉄道による大量動員と機関銃の大量生産が塹壕を強固な砦に変え、ハーバー・ボッシュ法などの発明が、火薬の工業的な量産と運用を可能にした。また、この戦争から毒ガス、空襲、戦車が使われるようになった。
第二次世界大戦
戦車や航空機などの積極運用がなされるようになった。
イラン・イラク戦争
世界各国が、友敵を問わずに武器を売った。

## 「死の商人」と呼ばれた人々、会社、国

### 個人
ビクトル・ボウト（Viktor Bout）
ドゥシャンベ生まれのタジク人。元ソ連陸軍中佐。映画『ロード・オブ・ウォー』において、ニコラス・ケイジ演じるユーリー・オルロフのモデルとなったとされる武器商人。コロンビアのFARCに地対空ミサイルを密売する計画に関与したとして2008年にアメリカで逮捕され、2011年に殺人の共謀罪で有罪判決。2012年4月5日に連邦地裁にて25年間の禁錮刑を言い渡された。リベリア大統領チャールズ・テーラーとの取引があった。
サルキス・ソガナリアン
トルコ生まれのアルメニア人で、サッダーム・フセイン御用達の武器商人として知られる。
モンゼル・アル・カサール
シリア生まれの武器商人。アキレ・ラウロ号事件やイラン・コントラ事件に関与したといわれている。
バジル・ザハロフ
トルコ生まれのギリシャ人。「神秘の男」の別称を持ち、第一次世界大戦を引き起こした人物とも揶揄される。
アドナン・カショギ
サウジアラビアの武器商人。
アルフレート・クルップ
19世紀より続く重工業企業クルップ社の社長。大砲王と揶揄される。
F.A.クルップ
グスタフ・クルップ
アルフリート・クルップ
以上3名、アルフレートに次ぐクルップ財閥の歴代当主。
アルフレッド・ノーベル
ノーベルの身内が亡くなった際、フランスの新聞（紙名不明）がノーベル本人が死んだと勘違いし、「死の商人死す «le marchand de la mort est mort.»」という死亡記事を書いた。これを読んだノーベルは傷ついて、ノーベル賞を制定した。
大倉喜八郎
幕末の実業家で大倉財閥の創立者。
トーマス・グラバー　
幕末の兵器商人。
アブドゥル・カディール・カーン
新興国の核兵器開発に貢献し、それらの技術を北朝鮮などに売却、核の闇市場を構築した。

### 会社
クルップ
ドイツの重工業企業。銃や大砲、戦車などを開発、販売していた。第一次世界大戦で同社の手榴弾が同盟国・協商国両方の軍に使用されていたというのは有名。
デュポン
アメリカの化学製品開発会社。火薬やナイロン製品の軍への納入、化学兵器や核兵器の開発に関与していた。
IG・ファルベンインドゥストリー
かつてドイツに存在した化学工業企業。

### 国家
いずれの国も、国際的に著名な武器・兵器メーカーを持ち、それらの企業が開発した製品の製造と販売の権限を握っている
- アメリカ合衆国 - コルト・ファイヤーアームズ
- イギリス - BAEシステムズ
- ソビエト連邦/ ロシア - カラシニコフ・コンツェルン
- フランス - タレス・グループ
- 中国 - 中国兵器工業集団

- スウェーデン - SAAB、ボフォース
- ベルギー - FNハースタル
- ドイツ
- イスラエル - イスラエル・ミリタリー・インダストリーズ
- イタリア

## 作品
この節では、死の商人の活動が主題となっている作品、あるいは死の商人が劇中で重要な意味を持つ作品を挙げる。

### 文学
みどりのゆび
モーリス・ドリュオンの児童文学。主人公は拳銃から大砲まであらゆる火器を手掛ける兵器財閥の一人息子。父の仕事を悩むなか、彼は自らの指の不思議な能力を発見する。
砂のクロニクル
1980年代末期のイランを舞台にクルド人ゲリラに武器を密輸する武器密輸業者の物語。

### 漫画
エリア88
新谷かおるの戦記漫画。武器商人であるマッコイのほか、中盤以降に死の商人達の組織「プロジェクト4」との戦いとなる。
ヨルムンガンド (漫画)
武器商人に焦点を当てた作品。
サイボーグ009
石ノ森章太郎原作の漫画。死の商人「黒い幽霊（ブラックゴースト）団」に拉致され、サイボーグ戦士に改造された9人の男女の戦いを描くSFアクション漫画。
沈黙の艦隊
かわぐちかいじの架空戦記漫画。アメリカの軍産複合体として「イースト・ウェスト・ダイナミックス」という会社が登場し、同社の社長が軍産複合体団体の代表として、ベネット大統領の軍事費削減政策や「やまと」が掲げる政軍分離「沈黙の艦隊計画」の核に対する新しい安保体制を、軍需産業の利権保持のために牽制・批判する。
スパイダーマン
第2号という作品初期から登場するティンカラーは多くのヴィランのために装備やコスチュームなどを供給し、スパイダーマン以外の作品にも登場する。
アイアンマン
アイアンマンであるトニー・スターク自身もそうであるほか、商売敵のジャスティン・ハマーなどが登場する。

### アニメ
ガンダム宇宙世紀シリーズ
劇中に登場する軍産複合企業「アナハイム・エレクトロニクス」は、敵対する両陣営に対し兵器を開発・提供し、シリーズによっては物語に深くかかわる。
機動戦士ガンダムSEED DESTINY
劇中の主要人物がとあるプランを遂行するため、反コーディネーター団体「ブルーコスモス」の母体にして、各種産業の大物経営者で構成される超巨大カルテル「ロゴス」の存在を告発し、あたかもロゴスが死の商人であるかのような民意誘導を行った結果（ロゴスの関連企業が兵器なども売っていたこと、ブルーコスモスの様々な作戦・実験に関与していたのは事実である）、ロゴスは世界中から魔女狩りのような状態に追いやられて崩壊する。
機動戦士ガンダム 水星の魔女
地球に対し戦争シェアリングという意図的な紛争を維持し、兵器を売り利益を得るという宇宙企業が存在する世界観であり、それを辞めさせようとテロを利用する者や、兵器自体を無力化しようとする者が暗躍する作品。

空飛ぶゆうれい船
劇中の巨大企業体・黒潮コンツェルンが兵器を生産し輸出まで行い、秘密工場で街を破壊する巨大ロボット・ゴーレムの修理をしている。

### 特撮
超人機メタルダー
主人公であるアンドロイド・メタルダーの敵となる「ネロス帝国」は、兵器の売買で巨利を得て世界を支配しようとする組織。
星獣戦隊ギンガマン
宇宙海賊バルバンに武器を売りつけるために闇商人ビズネラが登場。
特捜戦隊デカレンジャー
全編を通して、毎回登場する宇宙犯罪者に対して武器商人であるエージェント・アブレラが犯罪の斡旋や各種兵器のレンタルを行う。
仮面ライダーシリーズ
『仮面ライダーW』終盤に登場する闇の巨大組織にして死の商人「財団X」は、兵器として転用可能な最新技術を手に入れるため、さまざまな人物や組織に資金援助している。

### 映画
ロード・オブ・ウォー
武器商人ユーリー・オルロフ（演：ニコラス・ケイジ）の活躍を描いた映画。

### ドキュメンタリー
Armes, trafic et raison d'État（フランス語：武器、密売と状況の理由）
第三世界や紛争地における武器の売買を取材したドキュメンタリー。